# Stadscommandant
De stadscommandant is in oorlogstijd de hoogste militaire-, rechterlijke- en burgerlijke macht van een stad. Bij een bezetting van een vijandelijke stad neemt de stadscommandant, tot de installatie van het burgerlijk bestuur, het bestuur over.
Een stadscommandant komt ook in vredestijd voor. In deze tijd betrekken ze een militaire positie.